# Biola (đảo)
Biola (tiếng Mã Lai: Violin) là hòn đảo nhỏ với diện tích khoảng 0,4 hecta, nằm ngoài khơi bờ biển phía tây nam của Singapore, giữa đảo Senang về phía Bắc và đảo Satumu nằm về phía nam.

## Liên kiết ngoài
- Hình ảnh vệ tinh của đảo Violin - Google Maps